# The Sun Sessions
The Sun Sessions — альбом-компиляция песен Элвиса Пресли, записанных в течение года (июль 1954-июль 1955) на легендарной студии Sun Records. Диск вышел 22 марта 1976 года. В 2002 году The Sun Sessions был выбран для включение в Национальный реестр звукозаписей Библиотеки Конгресса как образец, имеющий особую важность для истории развития американской популярной музыки. В 2003 году сборник был помещён на 11 место списка 500 величайших альбомов всех времён по версии журнала Rolling Stone. В Зал славы рок-н-ролла включены две песни из альбома: "Mystery Train" и "That's All Right". The Sun Sessions первый альбом Элвиса, содержащий знаменитую "I Don't Care If The Sun Don't Shine", до этого выпускавшуюся только в качестве сингла.

## Об альбоме
Пластинка включает в себя песни, которые Элвис Пресли записал на студии Сэма Филлипса Sun Records. Филлипс подписал контракт с Пресли, когда услышал песню, записанную последним ко дню рождения своей матери. На сборнике присутствует "That’s All Right", одна из немногих записей, зачастую называемых одними из первых в истории рок-н-ролла.
По словам Филлипса, Пресли репетировал со своей группой, Скотти Муром и Биллом Блэком, когда вдруг начал напевать блюзовую песню, написанную Артуром Крадапом, а именно такое исполнение этой песни и хотел услышать Филлипс, потому он незамедлительно подписал Пресли и приступил к записи.
Элвис записал свыше 20 песен на студии Sun. 15 из них составляют этот сборник.
Пропущенные песни:
- "Harbor Lights"
- "Tomorrow Night"
- "When It Rains It Really Pours"
- "I Got a Woman" (плёнка утеряна)
- "Satisfied" (плёнка утеряна)

## Успех в чартах
The Sun Sessions был выпущен 22 марта 1976 и занял 76 позицию в поп-чартах и 2 - в чартах музыки кантри.
Сингл "Baby, Let's Play House"/"I'm Left, You're Right, She's Gone" занял 5 место в чартах кантри в 1955 году. Вскоре студия RCA Records заметила, что Элвис стремительно завоевывает популярность, и выкупила контракт певца за 35 000 долларов.
Сингл "That's All Right" не попал в чарты в 1954, а в Великобритании вообще не выпускался при жизни Пресли. В 2004 песня приковала к себе внимание общественности, когда стала значимой частью грандиозной церемонии в честь своего пятидесятилетия, отмечавшегося 6 июля 2004 года, в событии приняли участие Айзек Хейз, Джастин Тимберлейк и бывший гитарист Пресли Скотти Мур. Прямая трансляция была передана на 1200 радиостанций. Также в честь юбилея весь альбом был переиздан в Японии.
Allmusic дал ему пять звезд из пяти максимальных, резюмируя: "его первые и наиболее важные записи умещены в один удобный сборник. Кому это может быть не нужно в своей коллекции?"

## Список композиций
Сторона 1
1. "That's All Right" (Артур Крадап) - 1:57 (сингл, 1954)
2. "Blue Moon of Kentucky" (Билл Монро) - 2:04 (сингл, 1954)
3. "I Don't Care If the Sun Don't Shine" (Мак Дэвид) - 2:28 (сингл, 1954)
4. "Good Rockin' Tonight" (Рой Браун) - 2:14 (сингл, 1954)
5. "Milkcow Blues Boogie" (Кокомо Арнольд) - 2:39 (сингл, 1955)
6. "You're a Heartbreaker" (Джек Сэли) - 2:12 (сингл, 1955)
7. "I'm Left, You're Right, She's Gone" (Стэн Кеслер, Уильям Тэйлор) - 2:37 (сингл, 1955)
8. "Baby Let's Play House" (Артур Гантер) - 2:17 (сингл, 1955)

Сторона 2
1. "Mystery Train" (Джуниор Паркер, Сэм Филлипс) - 2:26 (сингл, 1955)
2. "I Forgot to Remember to Forget" (Стэн Кеслер, Чарли Физерс) - 2:30 (сингл, 1955)
3. "I'll Never Let You Go (Little Darlin')" (Джимми Уэйкли) - 2:26 (RCA, 1956)
4. "I Love You Because" (первая версия) (Леон Пейн) - 2:33 (RCA, 1956)
5. "Trying to Get to You" (Роуз Мэри МакКой, Чарльз Синглтон) - 2:33 (RCA, 1956)
6. "Blue Moon" (Ричард Роджерс, Лоренц Хэрт) - 2:41 (RCA, 1956)
7. "Just Because" (Сидни Робин, Боб Шелтон, Джо Шелтон) - 2:34 (RCA, 1956)
8. "I Love You Because" (вторая версия) (Леон Пейн) - 3:25 (RCA, 1956)

## Участники записи
- Элвис Пресли - вокал, акустическая гитара, фортепьяно в "Trying to Get to You"
- Скотти Мур - электрогитара
- Билл Блэк - бас-гитара
- Джимми Лотт - ударные
- Джонни Бернеро - ударные